# Scribd
Scribd ist ein Webportal, das Nutzer zunächst verwenden konnten, um Dokumente hochzuladen und anderen Personen zur Verfügung zu stellen. Wegen seiner Ähnlichkeit mit der Videoplattform YouTube wird Scribd auch als „YouTube für Dokumente“ bezeichnet.

## Geschichte
Im Herbst 2006 begann die Beta-Phase der Plattform, am 6. März 2007 startete der Produktivbetrieb. Das Angebot umfasst inzwischen auch Bücher, Hörbücher, Noten und ausgewählte Zeitungsartikel. Das Portal verzeichnet derzeit nach eigenen Angaben rund 100 Millionen Zugriffe monatlich und hat über 1.000.000 zahlende Benutzer (Stand: September 2019). Die Datenbank enthält (Stand: 2023) mehr als 60 Millionen Dokumente (audiobooks, ebooks, podcasts, sheet music, and magazines); darunter etwa 70.000 Bücher.
Im August 2020 übernahm Scribd die Plattform Slideshare von LinkedIn (Microsoft). Ab 24. September 2020 wird Slideshare von Scribd operativ geführt. Die beiden Dienste sollen im Anschluss zusammengeführt werden.

## Funktionen
Benutzer des Portals können Dokumente unterschiedlicher Formate wie Microsoft Office, OpenOffice.org, PDF sowie verschiedene Bildformate hochladen. Die hochgeladenen Dokumente können entweder als öffentlich zugänglich oder als privat markiert werden. Nur öffentliche Dokumente werden von Suchmaschinen indiziert und können über die interne Suche von Scribd gefunden werden.
Die hochgeladenen Dateien werden in verschiedene andere Formate wie PDF und Flash umgewandelt. Die Flash-Version der Dokumente erlaubt die Einbindung in andere Webseiten per HTML-Code. So ist eine Vorschau auf das Dokument möglich. Die Vorschau bietet das Blättern im Dokument, den Ausdruck auf Papier, eine Volltextsuche und eine Zoomfunktion. Am 5. Mai 2010 wurde eine auf HTML5 basierende Version vorgestellt, welche die bisherige Flash-basierte ersetzen soll.
Das Herunterladen ist grundsätzlich als PDF-Datei oder im Ausgangsformat des Dokumentes möglich, allerdings oft nur für angemeldete Benutzer mit kostenpflichtigem Benutzerkonto. Bis September 2007 ließen sich die Dokumente als Audiodatei, die dann im MP3-Format vorlag und von einer Sprachsoftware erstellt wurde, herunterladen. Wegen der dafür nötigen hohen Rechenleistung wurde dieser Dienst eingestellt.
Zu jedem einzelnen Dokument kann festgelegt werden, in welchen Dateiformaten das Herunterladen zugelassen werden soll.
Scribd unterstützt auch das Lizenzsystem Creative Commons.
Wie auch YouTube hat Scribd mit Urheberrechtsverletzungen zu kämpfen. Inzwischen hat Scribd die für die Nutzer mögliche Verwaltung der hochgeladenen Dokumente über Ordner (Folder) aufgegeben, und die einzelnen Dateien können nur noch in Sammlungen zusammengestellt werden. Die in den Sammlungen (Collections) zusammengefassten Dokumente können nur noch von angemeldeten, d. h. bezahlenden Nutzern eingesehen werden.